# 양대웅
양대웅(梁大雄, 1942년 4월 23일~)은 대한민국의 정치인이다. 구로구청장을 역임했다.

## 학력
- 서울시립대학교 도시행정대학원 석사
- 경북대학교 사회교육학 학사
- 창선고등학교

## 경력
- 1967년 ~ 1970년 : 남해 창선고등학교, 부산 경남공업고등학교 교사
- 1977년 4월 : 서울특별시 관악구 청소과 과장
- 1987년 4월 : 서울특별시 올림픽준비단 총괄계장
- 1988년 5월 : 서울특별시 공무원교육원 교학과 과장
- 1989년 11월 : 용산구 시민국장
- 1991년 4월 : 서울특별시 교통국 운수2과 과장
- 1992년 5월 : 서울특별시 교통국 운수1과 과장
- 1993년 3월 : 서울특별시 영등포구 재무국 국장
- 1994년 3월 : 서울 정도 600년 기념사업본부 기획조정담당관
- 1994년 12월 : 성수대교 붕괴사고 수습대책본부 주무부장
- 1996년 1월 : 서울특별시 환경관리실 환경기획관
- 1998년 8월 : 서울특별시 구로구 부구청장
- 2001년 1월 : 서울특별시 용산구 부구청장
- 2001년 : 한나라당 구로구 을지구당 부위원장
- 2002년 7월 : 서울특별시 구로구 구청장
- 2002년 9월 : 서울특별시 도시계획위원회 위원
- 2002년 10월 : 안양천 수질개선대책협의회 공동의장
- 2003년 9월 : 가톨릭대학교 행정대학원 겸임교수
- 2004년 11월 ~ : GCD(세계도시간대화) 부의장
- 2005년 9월 : 한양대학교 지방자치대학원 겸임교수
- 2007년 7월 : 서울특별시 구청장협의회 회장
- 2009년 8월 : 서울국제초단편영상제 조직위원회 위원장

## 역대 선거 결과
|  | 55.25% |

|  | 65.11% |

|  | 43.22% |

| 전임 박원철 | 제15·16대 서울특별시 구로구청장 2002년 7월 1일 ~ 2010년 6월 30일 | 후임 이성 |